# 4441 Toshie
A 4441 Toshie (ideiglenes jelöléssel 1985 BB) a Naprendszer kisbolygóövében található aszteroida. Tsutomu Seki fedezte fel 1985. január 26-án.